# John A. Chapman
Pour les articles homonymes, voir John Chapman.
John A. Chapman (né le 14 juillet 1965 à Springfield et mort au combat le 4 mars 2002 à Takur Ghar (en)) est un militaire américain.
Le 4 mars 2002, Chapman — contrôleur de combat dans l'United States Air Force — et des membres des SEAL (United States Navy) prennent part à l'opération Anaconda. Celle-ci ne se passe pas comme prévu et Chapman se retrouve finalement sous le feu ennemi et est touché à de multiples reprises en essayant de sauver héroïquement les autres membres de son groupe.
Les actions de Chapman dans cette bataille ont été enregistrées sous plusieurs angles depuis des aéronefs qui supervisaient les combats. Ce seraient les premières actions d'un récipiendaire de la Medal of Honor à jamais être enregistrées. Il a reçu à titre posthume la Medal of Honor pour ses actions dans la bataille de Takur Ghar pendant la guerre d'Afghanistan. Il est le premier membre de l'Air Force à recevoir cette médaille depuis la guerre du Viêt Nam.
Le navire logistique MV TSgt John A. Chapman (T-AK-323) du Military Sealift Command a été renommé en son honneur en 2005.